# Élections sénatoriales de 2017 dans l'Isère
Les élections sénatoriales dans l'Isère ont lieu le dimanche 24 septembre 2017. Elles ont pour but d'élire les sénateurs représentant le département au Sénat pour un mandat de six années.

## Contexte départemental
Lors des élections sénatoriales de 2011 dans l'Isère, cinq sénateurs ont été élus selon un mode de scrutin proportionnel : une PCF, deux PS et deux UMP.
Depuis, tous les effectifs du collège électoral des grands électeurs ont été renouvelés, avec les élections législatives de 2017, les élections régionales de 2015, les élections départementales de 2015 et les élections municipales de 2014.

## Sénateurs sortants
| Sénateur | Sénateur       | Parti | Fonctions lors de l'élection en 2011                         |
| -------- | -------------- | ----- | ------------------------------------------------------------ |
|          | Annie David    | PCF   | Sénatrice sortante, conseillère municipale de Villard-Bonnot |
|          | André Vallini  | PS    | Député, président du conseil général                         |
|          | Jacques Chiron | PS    | Conseiller général, adjoint au maire de Grenoble             |
|          | Bernard Saugey | LR    | Sénateur sortant                                             |
|          | Michel Savin   | LR    | Conseiller général, maire de Domène                          |

## Présentation des listes et des candidats
Les nouveaux représentants sont élus pour une législature de 6 ans au suffrage universel indirect par les 3 020 grands électeurs du département. Dans l'Isère, les sénateurs sont élus au scrutin proportionnel plurinominal. Leur nombre reste inchangé, cinq sénateurs sont à élire et sept candidats doivent être présentés sur la liste pour qu'elle soit validée. Chaque liste de candidats est obligatoirement paritaire et alterne entre les hommes et les femmes. Elles sont présentées ici dans l'ordre de leur dépôt à la préfecture et comportent l'intitulé figurant aux dossiers de candidature.

### «L'Isère au Sénat 2017» (LR-UDI)
| N° | Candidats | Candidats          | Parti | Principale fonction                                  |
| -- | --------- | ------------------ | ----- | ---------------------------------------------------- |
| 01 |           | Michel Savin       | LR    | Sénateur sortant, maire de Domène                    |
| 02 |           | Frédérique Puissat | LR    | Conseillère départementale, maire de Château-Bernard |
| 03 |           | Christian Rival    | LR    | Conseiller départemental, maire de Morestel          |
| 04 |           | Isabelle Dugua     | LR    | Maire des Roches-de-Condrieu                         |
| 05 |           | Michel Champon     | LR    | Maire de Saint-Geoirs                                |
| 06 |           | Catherine Simon    | DVD   | Conseillère départementale                           |
| 07 |           | Lionel Filippi     | UDI   | Conseiller régional                                  |

### «Isère Volontaire» (DVD)
| N° | Candidats | Candidats             | Parti | Principale fonction                      |
| -- | --------- | --------------------- | ----- | ---------------------------------------- |
| 01 |           | Vincent Sintive       | LR    | Adjoint au maire de Pontcharra           |
| 02 |           | Delphine Hartmann     | DVD   | Adjointe au maire de Dolomieu            |
| 03 |           | Joseph Benedetto      | DVD   | Conseiller municipal de Bourgoin-Jallieu |
| 04 |           | Christelle Polsinelli | DVD   | Adjointe au maire d'Heyrieux             |
| 05 |           | Gerald Prudhomme      | DVD   |                                          |
| 06 |           | Sylvie De Palatis     | LR    | Adjointe au maire de Vizille             |
| 07 |           | Christophe Lanseur    | LR    | Adjoint au maire de Pontcharra           |

### «Osez le Nord-Isère» (DVD)
| N° | Candidats | Candidats            | Parti | Principale fonction                |
| -- | --------- | -------------------- | ----- | ---------------------------------- |
| 01 |           | Andrée Rabilloud     | UDI   |                                    |
| 02 |           | François Boucly      | MoDem | Maire des Abrets en Dauphiné       |
| 03 |           | Carine Kopferschmitt | DVD   | Adjointe au maire de Villefontaine |
| 04 |           | Patrick Durand       | DVG   | Maire de Jarcieu                   |
| 05 |           | Odile Barret         | DVD   | Adjointe au maire du Bouchage      |
| 06 |           | Patrick Ferraris     | DVD   | Maire de Vignieu                   |
| 07 |           | Nicole Bernard       | DVG   | Maire d'Auberives-sur-Varèze       |

### «Un engagement commun» (EÉLV-M1717-PCF)
| N° | Candidats | Candidats             | Parti | Principale fonction                     |
| -- | --------- | --------------------- | ----- | --------------------------------------- |
| 01 |           | Guillaume Gontard     | EELV  | Maire de Percy                          |
| 02 |           | Simone Torres         | PCF   | Conseillère municipale du Pont-de-Claix |
| 03 |           | Pierre Baruzzi        | M1717 | Conseiller municipal du Cheylas         |
| 04 |           | Myriam Laïdouni-Denis | EELV  | Conseillère régionale                   |
| 05 |           | Bernard Bourgier      | PCF   | Maire de Moras                          |
| 06 |           | Maryvonne Boileau     | EELV  | Conseillère municipale de Grenoble      |
| 07 |           | Fabrice Serrano       | M1717 | Maire de Saint-Bernard                  |

### «La République en marche» (LREM)
| N° | Candidats | Candidats            | Parti | Principale fonction                            |
| -- | --------- | -------------------- | ----- | ---------------------------------------------- |
| 01 |           | Didier Rambaud       | LREM  | Conseiller départemental, maire du Grand-Lemps |
| 02 |           | Joëlle Hours         | LREM  | Conseillère municipale de Meylan               |
| 03 |           | Sylvain Laignel      | LREM  | Maire d'Estrablin                              |
| 04 |           | Florence Jay         | LREM  |                                                |
| 05 |           | Fabien Fortoul       | LREM  | Conseiller municipal de Coublevie              |
| 06 |           | Aline Blanc-Tailleur | LREM  |                                                |
| 07 |           | Michel Imbert        | LREM  | Adjoint au maire de Villefontaine              |

### «Au Sénat, ensemble du Nord au Sud pour l'Isère» (DIV)
| N° | Candidats | Candidats                 | Parti | Principale fonction                            |
| -- | --------- | ------------------------- | ----- | ---------------------------------------------- |
| 01 |           | Michèle Cédrin            | DVD   | Conseillère régionale                          |
| 02 |           | Pierre Balme              | DVD   | Maire des Deux Alpes                           |
| 03 |           | Lucette Girardon Tournier | DVD   | Maire de Chonas-l'Amballan                     |
| 04 |           | Frédéric Cappe            | DVG   | Maire de Saint-Jean-de-Soudain                 |
| 05 |           | Claudette Fayolle         | DVD   | Maire de Bougé-Chambalud                       |
| 06 |           | Jean-Christophe Dura      | DVD   | Adjoint au maire de Villefontaine              |
| 07 |           | Asra Wassfi               | DVD   | Conseillère municipale de Saint-Martin-d'Hères |

### «Ensemble pour le respect de nos communes et de nos clochers» (FN)
| N° | Candidats | Candidats            | Parti | Principale fonction                                     |
| -- | --------- | -------------------- | ----- | ------------------------------------------------------- |
| 01 |           | Gérard Dézempte      | FN    | Conseiller départemental, maire de Charvieu-Chavagneux  |
| 02 |           | Muriel Burgaz        | FN    | Conseillère régionale                                   |
| 03 |           | Gil Descamps         | FN    | Adjoint au maire de Saint-Romain-de-Jalionas            |
| 04 |           | Marie de Kervéréguin | FN    | Conseillère régionale, conseillère municipale de Corenc |
| 05 |           | Pierre Meurin        | FN    |                                                         |
| 06 |           | Nathalie Germain     | FN    |                                                         |
| 07 |           | Alexis Jolly         | FN    | Conseiller régional, conseiller municipal d'Échirolles  |

### «L’Isère et ses territoires au cœur du Sénat» (DVD)
| N° | Candidats | Candidats          | Parti | Principale fonction              |
| -- | --------- | ------------------ | ----- | -------------------------------- |
| 01 |           | Gérard Simonet     | LR    | Maire de Moirans                 |
| 02 |           | Virginie Pfanner   | UDI   | Conseillère régionale            |
| 03 |           | Thomas Guillet     | DVD   | Maire de Corrençon-en-Vercors    |
| 04 |           | Marie-Claire Népi  | DVD   |                                  |
| 05 |           | Romain Perriolat   | DVD   | Adjoint au maire de Roybon       |
| 06 |           | Françoise Gauthier | DVD   | Adjoint au maire de Panissage    |
| 07 |           | François Gilabert  | DVD   | Conseiller municipal de Seyssins |

### «Ensemble pour l'Isère et ses communes» (PS)
| N° | Candidats | Candidats             | Parti | Principale fonction                        |
| -- | --------- | --------------------- | ----- | ------------------------------------------ |
| 01 |           | André Vallini         | PS    | Sénateur sortant, conseiller départemental |
| 02 |           | Maryse Barthélémy     | PS    | Maire de La Valette                        |
| 03 |           | Christophe Mayoussier | PS    | Maire du Gua                               |
| 04 |           | Angéline Apprieux     | PS    | Maire de Primarette                        |
| 05 |           | Alexandre Bolleau     | PS    | Maire de Sermérieu                         |
| 06 |           | Nadine Roy            | PS    | Maire de Crachier                          |
| 07 |           | Francis Gimbert       | PS    | Conseiller municipal de Crolles            |

'

### «Citoyens levez-vous» (DVD)
| N° | Candidats | Candidats              | Parti | Principale fonction |
| -- | --------- | ---------------------- | ----- | ------------------- |
| 01 |           | Mickaël Julian         | DVD   |                     |
| 02 |           | Maria Spataro-Scheidel | DVD   |                     |
| 03 |           | Thierry Colombier      | DVD   |                     |
| 04 |           | Margaux Louis          | DVD   |                     |
| 05 |           | Sylvain Koenigseberg   | DVD   |                     |
| 06 |           | Sandrine Poncet        | DVD   |                     |
| 07 |           | Jérôme Lambert         | DVD   |                     |

## Résultats
| Tête de liste                                               | Tête de liste            | Liste                              | Voix  | %     | Élus |
| ----------------------------------------------------------- | ------------------------ | ---------------------------------- | ----- | ----- | ---- |
|                                                             | Michel Savin             | Union de la droite (LR - UDI)      | 965   | 33,72 | 2    |
| L'Isère au Sénat 2017                                       |                          |                                    | 965   | 33,72 | 2    |
|                                                             | Guillaume Gontard        | Divers gauche (EELV - M1717 - PCF) | 546   | 19,08 | 1    |
| Un engagement commun                                        |                          |                                    | 546   | 19,08 | 1    |
|                                                             | André Vallini            | Parti socialiste                   | 474   | 16,56 | 1    |
| Ensemble pour l'Isère et ses communes                       |                          |                                    | 474   | 16,56 | 1    |
|                                                             | Didier Rambaud           | La République en marche            | 413   | 14,43 | 1    |
| La République en marche                                     |                          |                                    | 413   | 14,43 | 1    |
|                                                             | Gérard Dézempte          | Front national                     | 122   | 4,26  | 0    |
| Ensemble pour le respect de nos communes et de nos clochers |                          |                                    | 122   | 4,26  | 0    |
|                                                             | André Rabilloud          | Divers droite (UDI - MoDem)        | 95    | 3,32  | 0    |
| Osez le Nord-Isère                                          |                          |                                    | 95    | 3,32  | 0    |
|                                                             | Michèle Cédrin           | Divers                             | 90    | 3,14  | 0    |
| Au Sénat, ensemble du Nord au Sud pour l'Isère              |                          |                                    | 90    | 3,14  | 0    |
|                                                             | Gérard Simonet           | Divers droite (LR - UDI)           | 82    | 2,87  | 0    |
| L'Isère et ses territoires au cœur du Sénat                 |                          |                                    | 82    | 2,87  | 0    |
|                                                             | Vincent Sintive          | Divers droite (LR)                 | 68    | 2,38  | 0    |
| Isère volontaire                                            |                          |                                    | 68    | 2,38  | 0    |
|                                                             | Mickaël Julian           | Divers droite                      | 7     | 0,24  | 0    |
| Citoyens levez-vous                                         |                          |                                    | 7     | 0,24  | 0    |
|                                                             |                          |                                    |       |       |      |
| Suffrages exprimés                                          | Suffrages exprimés       | Suffrages exprimés                 | 2 862 | 97,02 |      |
| Votes blancs                                                | Votes blancs             | Votes blancs                       | 71    | 2,41  |      |
| Votes nuls                                                  | Votes nuls               | Votes nuls                         | 17    | 0,58  |      |
| Total                                                       | Total                    | Total                              | 2 950 | 100   | 5    |
| Abstention                                                  | Abstention               | Abstention                         | 71    | 2,35  |      |
| Inscrits / participation                                    | Inscrits / participation | Inscrits / participation           | 3 021 | 97,65 |      |